# Ferréol Cannard
Ferréol Cannard (Morez, 28 mei 1978) is een Franse biatleet.
Ferréol Cannard behaalde zijn voornaamste prestaties tijdens estafettewedstrijden. Individueel komt hij nauwelijks tot top-10 noteringen, laat staan podiumplaatsen. Hij heeft individueel dan ook geen noemenswaardige resultaten geboekt.
In de estafette daarentegen nam hij in 2004 deel aan de WK biatlon in het Duitse Oberhof en werd daar derde en legde daarmee beslag op de bronzen medaille. Ook tijdens de Olympische Winterspelen 2006 in Turijn was brons het hoogst haalbare. Samen met Vincent Defrasne, Julien Robert en Raphaël Poirée versloegen de Fransen Zweden met een miniem verschil op de eindstreep, een fotofinish was nodig om de uiteindelijke beslissing vast te stellen.